# Tituly a vyznamenání Letizie Španělské

Erb španělské královny Letizie Španělské jakožto dámy velkokříže Řádu Karla III.

Královský monogram Letizie Španělské

Španělská královna, manželka krále Filipa VI., Letizia obdržela řadu španělských i zahraničních vyznamenání, ocenění a titulů.

## Tituly
- 22. května 2004 – 19. června 2014: Její královská Výsost kněžna asturská
- 19. června 2014 – dosud: Její Veličenstvo španělská královna

## Vyznamenání

### Španělské vyznamenání
- velkokříž Řádu Karla III. – 21. května 2004[1]

### Zahraniční vyznamenání
- Argentina
  -  velkokříž Řádu osvoboditele generála San Martína – 9. února 2009

- Estonsko
  -  Řád kříže země Panny Marie I. třídy – 5. července 2007[2]
- Filipíny
  -  velkokříž Řádu zlatého srdce – 3. prosince 2007
- Francie
  -  velkokříž Národního řádu za zásluhy – 27. dubna 2009
- Chile
  -  velkokříž Řádu za zásluhy – 7. března 2011
- Japonsko
  -  Řád drahocenné koruny I. třídy – 5. dubna 2017
- Kolumbie
  -  velkokříž speciální třídy Řádu Boyacá – 2. března 2015
- Libanon
  -  velkostuha Řádu za zásluhy – 19. října 2009
- Lotyšsko
  -  velkodůstojník Řádu tří hvězd – 14. října 2004 – udělila prezidentka Vaira Vīķe-Freiberga[3]
- Maďarsko
  -  velkokříž Záslužného řádu Maďarské republiky – 31. ledna 2005
- Maroko
  - člen speciální třídy Řádu Muhammada – 14. července 2014
- Mexiko
  -  šerpa speciální třídy Řádu aztéckého orla – 26. června 2015 – udělil prezident Enrique Peña Nieto[4]
- Nizozemsko
  -  Inaugurační medaile krále Viléma Alexandra – 30. dubna 2013
  -  velkokříž Řádu koruny – 15. října 2014
- Panama
  -  velkokříž Řádu Vasco Núñeze de Balboa – 24. listopadu 2008
- Peru
  -  velkokříž Řádu peruánského slunce – 5. července 2004
  -  velkokříž Řádu za zásluhy – 7. července 2015
- Portugalsko
  -  velkokříž Řádu Kristova – 25. září 2006[5]
  -  velkokříž Řádu svobody – 15. dubna 2018[5]
- Rumunsko
  -  velkokříž Řádu za věrné služby – 26. listopadu 2007[6]

### Ostatní ocenění
- cena Larra (APM) v kategorii pro novináře do 30 let – 2000 – obdržela ji za své reportáže[7]
- čestná předsedkyně Asociación Española contra el Cáncer y de su Fundación Científica (Španělské asociace proti rakovině a její vědecké nadace)

## Eponyma
- Elche, Alicante – Colegio de Educación Infantil y Primaria Princesa de Asturias (Mateřská a základní veřejná škola kněžny asturské)